# (7163) Barenboim
(7163) Barenboim – planetoida z pasa głównego asteroid okrążająca Słońce w ciągu 3 lat i 226 dni w średniej odległości 2,35 j.a. Została odkryta 24 lutego 1984 roku w Obserwatorium Palomar w Kalifornii przez Eleanor Helin i R. Scotta Dunbara. Nazwa planetoidy pochodzi od argentyńskiego pianisty i dyrygenta Daniela Barenboima. Przed nadaniem nazwy planetoida nosiła oznaczenie tymczasowe (7163) 1984 DB.